# Tina Sjögren
Tina Sjögren (26 de mayo de 1959) es una escaladora y exploradora polar checa. En el 2002 Tina fue la primera mujer en completar el "Desafío de los Tres Polos", al ascender al Monte Everest y alcanzar el Polo Sur y el Polo Norte.
Nació en Praga, Checoslovaquia, a la edad de nueve años abandonó su país como refugiada política. Su familia se estableció en Suecia, donde en 1983 se casó con el sueco Tom Sjögren. La pareja emigró a Nueva York en 1996.
En 1999, Tina y Tom Sjögren (conocidos por el sobrenombre de T&T) ascendieron al Monte Everest, y batieron el récord de emisión de radio a alta altitud.
En noviembre del 2002, fueron los primeros en emitir imágenes en vivo y sonidos desde el casquete antártico. El 2 de febrero de 2002, llegaron al Polo Sur luego de esquiar durante 63 días. El 29 de mayo de 2002, apenas cuatro meses después de regresar de la Antártida, llegaron al Polo Norte de forma completamente autónoma y a una velocidad récord (118 días), y también realizaron la primera transmisión en vivo de imágenes satelitales y sonidos desde el Ártico.